# Montana daghestanica
Montana daghestanica är en insektsart som först beskrevs av Boris Petrovich Uvarov 1917.  Montana daghestanica ingår i släktet Montana och familjen vårtbitare. Inga underarter finns listade i Catalogue of Life.